# 中間鋸蓋魚
中間鋸蓋魚為輻鰭魚綱鱸形目鱸亞目鋸蓋魚科的一種，分布於東太平洋墨西哥下加利福尼亞至哥倫比亞淡水、半鹹水及海域，本魚體修長，側線延伸至尾鰭後緣，胸鰭比腹鰭長，背部藍色或灰色，腹部銀白色，體長可達65公分，棲息在海灣及河口水域，屬肉食性，以魚類及甲殼類為食，生活習性不明，可做為食用魚及遊釣魚。

## 擴展閱讀
維基物種上的相關：中間鋸蓋魚